# FC Džiugas
Maillots
Actualités
Futbolo klubas Džiugas est un club professionnel de football basé à Telšiai, en Lituanie. 
L'équipe participe à la A lyga (Division 1).

## Histoire
Le club est fondé en 1923 sous le nom SA Džiugas (lt. Sporto asociacija „Džiugas“), puis refondé en 1991 en FK Džiugas et refondé en 2014 en FC Džiugas (Viešoji įstaiga Telšių futbolo ateitis). 
En 2019, le club remporte la Pirma lyga (D2), et obtient une promotion en A lyga (D1), mais n'ayant pas obtenu sa licence pour la première division le club reste en deuxième division en 2020.

### Repères historiques
- 1923 : fondation du club sous le nom de SA Džiugas
- 1991 : renommé FK Džiugas
- 2014 : renommé FC Džiugas

## Bilan sportif

### Palmarès
- Pirma lyga (D2)
  - Champion (1) : 2019

### Bilan par saison
| Saison | Championnat | Championnat | Championnat | Championnat | Championnat | Championnat | Championnat | Championnat | Championnat | Championnat | Coupe de Lituanie   |
| Saison | Division    | Pos         | Pts         | J           | V           | N           | D           | BP          | BC          | Diff        | Coupe de Lituanie   |
| ------ | ----------- | ----------- | ----------- | ----------- | ----------- | ----------- | ----------- | ----------- | ----------- | ----------- | ------------------- |
| 2014   | 3e Ouest    | 2e          | 35          | 16          | 11          | 2           | 3           | 39          | 13          | +26         | —                   |
| 2015   | 2e          | 10e         | 41          | 34          | 12          | 5           | 17          | 43          | 51          | -8          | Seizièmes de finale |
| 2016   | 2e          | 7e          | 48          | 30          | 15          | 3           | 12          | 51          | 44          | +7          | Huitièmes de finale |
| 2016   | 2e          | 7e          | 48          | 30          | 15          | 3           | 12          | 51          | 44          | +7          | Quarts de finale    |
| 2017   | 2e          | 5e          | 50          | 28          | 14          | 8           | 6           | 56          | 35          | +21         | Huitièmes de finale |
| 2018   | 2e          | 5e          | 45          | 26          | 14          | 3           | 9           | 49          | 34          | +15         | 32es de finale      |
| 2019   | 2e          | 1er         | 61          | 28          | 19          | 4           | 5           | 58          | 23          | +35         | Quarts de finale    |
| 2020   | 2e          | 4e          | 38          | 20          | 11          | 5           | 4           | 34          | 19          | +15         | Seizièmes de finale |
| 2021   | 1re         | 8e          | 36          | 36          | 8           | 12          | 16          | 47          | 60          | -13         | Quarts de finale    |
| 2022   | 1re         | 9e          | 27          | 36          | 5           | 12          | 19          | 34          | 67          | -33         | Seizièmes de finale |
| 2023   | 1re         | 9e          | 25          | 36          | 4           | 13          | 19          | 25          | 57          | -32         | Demi-finales        |
| 2024   | 1re         | 6e          | 42          | 36          | 11          | 9           | 16          | 33          | 48          | -15         | Demi-finales        |

Légende
- Promotion en division supérieure.
- Relégué en division inférieure.

## Maillots
| Domicile (2014–2017) | Domicile (Depuis 2018) | Extérieur (2014–2017) | Extérieur (Depuis 2018) |

### Couleurs
| DŽIUGAS | DŽIUGAS |

## Effectif professionnel actuel
2025 
| N° | Nat.                   | Poste | Nom du joueur         |
| -- | ---------------------- | ----- | --------------------- |
| 7  | Drapeau de la Lituanie | M     | Martynas Vasiliauskas |

| No. | Nat.                   | Position | Nom du joueur     |
| --- | ---------------------- | -------- | ----------------- |
| 31  | Drapeau de la Lituanie | G        | Marius Paukštė    |
| 33  | Drapeau de la Lituanie | M        | Lukas Ankudinovas |
|     | Drapeau de l'Argentine | M        | Gastón Romano ✔️  |

### Joueurs emblématiques
- Rokas Stanulevičius